# Kür (ort)
Kür (ryska: Кюр) är en ort i Azerbajdzjan.   Den ligger i distriktet Şəmkir Rayonu, i den västra delen av landet, 300 km väster om huvudstaden Baku. Kür ligger 190 meter över havet och antalet invånare är 6 833.
Terrängen runt Kür är huvudsakligen platt, men norrut är den kuperad. Närmaste större samhälle är Shamkhor, 16,4 km sydväst om Kür.
Trakten runt Kür består till största delen av jordbruksmark. Runt Kür är det ganska tätbefolkat, med 83 invånare per kvadratkilometer.